# Zvečka
Zvečka (katananhe, Lat. Catananche), biljni rod od pet vrsta trajnica iz porodice glavočika (Asteraceae). Poznatija je vrsta plava zvečka (C. caerulea; s kultivarom 'Major') iz srednje Europre i zapadnog Mediterana.
U Hrvatskoj nema predstavnika. 

## Vrste
1. Catananche arenaria Coss. & Durieu
2. Catananche caerulea L.
3. Catananche caespitosa Desf.
4. Catananche lutea L.
5. Catananche montana Coss. & Durieu